# Tour de Flandes 1930
El Tour de Flandes 1930 es la 14.ª edición del Tour de Flandes. La carrera se disputó el 14 de abril de 1930, con inicio en Gante y final en Wetteren después de un recorrido de 227 kilómetros. 
El vencedor final fue el belga Frans Bonduel, que se impuso al esprint a sus cinco compañeros de fuga en Wetteren. Los también belgas Aimé Dossche y Emile Joly fueron segundo y tercero respectivamente.

## Clasificación final
|    | Ciclista          | Equipo             | Tiempo     |
| -- | ----------------- | ------------------ | ---------- |
| 1  | Frans Bonduel     | Dilecta-Wolber     | 7h 03' 00" |
| 2  | Aimé Dossche      | La Nordiste-Wolber | + 9' 15"   |
| 3  | Emile Joly        | Genial Lucifer     | + 9' 15"   |
| 4  | Maurice De Waele  | Alcyon-Dunlop      | + 9' 15"   |
| 5  | Adolf van Bruaene | La Nordiste-Wolber | + 9' 15"   |
| 6  | Alfred Hamerlinck | La Nordiste-Wolber | + 12' 55"  |
| 7  | Hektor van Rossem | Alcyon-Dunlop      | + 12' 55"  |
| 8  | Julien Vervaecke  | Alcyon-Dunlop      | + 13' 20"  |
| 9  | Omer Taverne      | Oscar Egg-Dunlop   | + 14' 45"  |
| 10 | Frans Alexander   |                    | + 14' 45"  |